# Yard Kings
Yard Kings es un cortometraje británico de 2020 escrito y dirigido por Vasco Alexandre y producido por Billy King. Su elenco está formado por Elle Atkinson, David Price, Jermaine Ricketts y Caroline Lazarus.
La película sigue una cierta tradición realista británica que aborda problemas reales de personas expuestas a la pobreza y diversas formas de violencia.

## Sinopsis
Ellie, una niña de 9 años que vive en un contexto de violencia doméstica, intenta escapar de su realidad refugiándose en un depósito de chatarra con su amigo Pete. Su forma de pasar el tiempo es construir una "casa" donde pueda soñar con otra existencia.

## Elenco
David Price - Pete
Elle Atkinson - Ellie
Jermaine Ricketts - Alfie
Caroline Lazarus - Lisa

## Premios
Yard Kings ha recibido nominaciones y premios internacionales, incluido 1 Premio Giornate Della Luce en el Festival de Cortometrajes de Ca'Foscari, 2 premios de la Royal Television Society, la sociedad de televisión más antigua del mundo, con Carlos, Príncipe de Gales como principal patrocinador; y 8 premios FFTG.
| Competición                                           | Categoría                                                         | Destinatario(s)              | Resultado |
| ----------------------------------------------------- | ----------------------------------------------------------------- | ---------------------------- | --------- |
| Royal Television Society                              | Student London Television Award - Mejor Película de Ficción, 2021 | Vasco Alexandre & Billy King | Ganador   |
| Royal Television Society                              | Student Television Award - Mejor Sonido, 2021                     | Zuzanna Pencak               | Ganador   |
| Prémios FFTG                                          | Mejor Director, 2021                                              | Vasco Alexandre              | Ganador   |
| Prémios FFTG                                          | Mejor Fotografía, 2021                                            | Jakub Rogala                 | Ganador   |
| Prémios FFTG                                          | Elección del Jurado a la Mejor Ópera Prima 2021                   | Vasco Alexandre & Billy King | Ganador   |
| Prémios FFTG                                          | Mejor Guion, 2021                                                 | Vasco Alexandre              | Ganador   |
| Prémios FFTG                                          | Mejor Sonido, 2021                                                | Zuzanna Pencak               | Ganador   |
| Prémios FFTG                                          | Mejor Actor, 2021                                                 | David Price                  | Ganador   |
| Prémios FFTG                                          | Mejor Actriz, 2021                                                | Elle Atkinson                | Ganador   |
| Ca'Foscari Festival de Curtas-metragens               | Premio Giornate Della Luce, 2021                                  | Jakub Rogala                 | Ganador   |
| Festival Internacional de Cine Curtas Vila do Conde   | Premio Take One! 2021                                             | Vasco Alexandre & Billy King | Nominada  |
| Premios Europeos de Cinematografía                    | Mejor Director Estudiantil, 2021                                  | Vasco Alexandre              | Ganador   |
| In the Palace Festival Internacional de Cortometrajes | Mejor Película Estudiantil, 2021                                  | Vasco Alexandre              | Nominada  |